# Vedran Ivčić
Vedran Ivčić, född 1951 i Zadar, död 26 november 2003 i Split, var en kroatisk popsångare och låtskrivare.
Vedran Ivčić var bror respektive halvbror till artisterna Tomislav Ivčić och Đani Maršan. Tillsammans utgjorde de trion Tomislav, Đani I Vedran och släppte ett par album. Vedran Ivčićs sångkarriär började i slutet på 1960-talet, då han sjöng med ett antal band. Han släppte sin första singel 1972 och släppte därefter flera album, varav fyra sålde guld och tre silver.

## Diskografi
- Berekin (1973)
- Ostavi Majko Svijetlo/Ana (1974)
- Dalmatinske Noći (1980) – med Tomislav Ivčić och Đani Maršan
- Pisme Iz Konobe (1982) – med Tomislav Ivčić och Đani Maršan
- Sine, Vrati Se (1985) – med Tomislav Ivčić och Đani Maršan
- Velo misto (?)
- Peškariju s braćom (?)
- Suze moje majke (1991)
- Više od života (1995)